# Nephthea brassica
Nephthea brassica är en korallart som beskrevs av Kükenthal 1903. Nephthea brassica ingår i släktet Nephthea och familjen Nephtheidae. Inga underarter finns listade i Catalogue of Life.